# Producción de sonido
El sonido se define como una onda longitudinal que se propaga a través de un medio elástico.
Se genera cuando se producen vibraciones  en algún material , aunque no lo podamos percibir

## Producción del sonido
Las ondas sonoras longitudinales se producen como consecuencia de una perturbación periódica en el aire. El oído humano actúa como receptor de estas ondas sonoras periódicas, percibiéndolas como sonido. El cuerpo sonoro puede vibrar longitudinal o transversalmente.
Deben existir dos factores para que exista el sonido:
1. Es necesaria una fuente de vibración mecánica
2. Un medio elástico a través del cual se propague la perturbación

La fuente puede ser un diapasón, una cuerda que vibre o una columna de aire vibrando en un tubo de órgano. Los sonidos se producen por una materia que vibra.
Los fenómenos que constituyen la base de la producción de sonido por los instrumentos musicales son los siguientes:
- Establecimiento de un régimen de ondas estacionarias en un tubo, ya sea cerrado o no por uno de sus extremos y que resuena a varias frecuencias. Así se afinan los órganos y los instrumentos de viento.
- Producción de oscilaciones de relajación: un flujo de aire que llega a gran velocidad sobre un bisel agudo se divide tanto a una de sus caras como de la otra, y en cierto modo, vibra como una lámina vibrante, así se produce el sonido en los instrumentos de viento.